# 愛の嵐 (アルバム)
『愛の嵐』（あいのあらし、原題：Through the Storm、スルー・ザ・ストーム）は、アメリカ合衆国の歌手アレサ・フランクリンが1989年にアリスタ・レコードから発表したスタジオ・アルバム。

## 背景
ジェームス・ブラウン、ホイットニー・ヒューストン、エルトン・ジョン、フォー・トップスがゲスト・ボーカルとして参加した。収録曲のうち「シンク」は1968年のシングル・ヒット曲のリメイクで、「カム・トゥ・ミー」はアルバム『アレサ』（1980年）からのシングル曲のリメイクである。

## 反響・評価
母国アメリカでは総合アルバム・チャートのBillboard 200で55位、『ビルボード』のR&Bアルバム・チャートでは21位を記録した。また、Billboard Hot 100では「愛の嵐」が16位、「ネヴァー・ゴナ・ビー・ユア・マン」が41位に達した。
ノルウェーのアルバム・チャートでは本作が7週連続でトップ20入りして最高11位を記録し、シングル「愛の嵐」は1989年第17週のシングル・チャートで8位となった。
William Ruhlmannはオールミュージックにおいて5点満点中3点を付け「ナラダ・マイケル・ウォルデンのプロデュースと、大物とのデュエットという路線が近作において功を奏したことから、フランクリンとアリスタは同じアプローチによるアルバム作りをしたが、結果的には更なる成功に至らなかった」と評している。また、Rob Hoerburgerは『ローリング・ストーン』誌のレビューで5点満点中2点を付け「『愛の嵐』における最良の瞬間は1968年に発表された名曲"Think"の2度目のリメイクであり、同時にそれが最悪の瞬間でもある。現在のソングライティングの質が下がり、アレサ自身を含む誰も、彼女の声に見合った曲を書けていないことが明示されたのだから」と評している。

## 収録曲
1. ギミ・ユア・ラヴ - "Gimme Your Love" (Narada Michael Walden, Jeffrey Cohen) - 5:19
  - デュエット・ウィズ・ジェームス・ブラウン
2. マーシー - "Mercy" (Siedah Garrett, Glen Ballard) - 4:08
3. ヒーズ・ザ・ボーイ - "He's the Boy" (Aretha Franklin) - 4:07
4. ネヴァー・ゴナ・ビー・ユア・マン - "It Isn't, It Wasn't, It Ain't Never Gonna Be" (Albert Hammond, Diane Warren) - 5:39
  - デュエット・ウィズ・ホイットニー・ヒューストン
5. 愛の嵐 - "Through the Storm" (A. Hammond, D. Warren) - 4:24
  - デュエット・ウィズ・エルトン・ジョン
6. シンク - "Think (1989)" (A. Franklin, Ted White) - 3:38
7. カム・トゥ・ミー - "Come to Me" (Willard Eugene Price) - 3:43
8. 愛さえあれば - "If Ever a Love There Was" (Pamela Phillips Oland, Todd Cerney) - 4:46
  - フィーチャリング・フォー・トップス・アンド・ケニー・G

## 参加ミュージシャン
- アレサ・フランクリン - ボーカル、ピアノ、バッキング・ボーカル
- ジェームス・ブラウン - ボーカル(on #1)
- ホイットニー・ヒューストン - ボーカル(on #4)
- エルトン・ジョン - ボーカル(on #5)
- フォー・トップス - ボーカル(on #8)
- ケニー・G - サックス・ソロ(on #8)
- ナラダ・マイケル・ウォルデン - ドラムス(on #1, #2)、シモンズ・パッド(on #1)、シンセサイザー(on #2)
- ウォルター・アファナシェフ - キーボード(on #1, #4, #5)、シンセベース(on #1)、シンセサイザー・プログラミング(on #2, #4, #5)、ベース・プログラミング(on #2, #4, #5)、ドラム・プログラミング(on #2, #4, #5)
- レン・クライス - フェアライトCMI(on #1, #2, #4, #5)
- ボンゴ・ボブ・スミス - ドラム・プログラミング(on #1)
- ロビー・コンドール - シンセサイザー(on #3, #6)、ピアノ(on #6)
- ジョー・マーディン - プログラミング(on #6)、シーケンス(on #6)、ホーン・アレンジ(on #6)
- デヴィッド・ペイチ - ピアノ(on #7)
- デヴィッド・フォスター - エレクトリックピアノ(on #7)、キーボード(on #7)
- アーロン・ジグマン - キーボード(on #8)
- Corrado Rustici - ギター(on #1)、リズムギター(on #5)
- スティーヴ・カーン - ギター(on #3)
- ウィリアム・パウエル - ギター(on #3)
- レジー・グリフィン - ギター(on #6)
- ルイス・ジョンソン - エレクトリックベース(on #3, #7)
- ジェリー・ナイト - エレクトリックベース(on #8)
- ヨギ・ホートン - ドラムス(on #3)
- サミー・メレンディノ - ドラム・サンプル(on #6)
- ジェフ・ポーカロ - ドラムス(on #7)
- ジョン・ロビンソン - ドラムス(on #8)
- グレッグ・ゴナウェイ - シンバル(on #2)
- スティーヴ・クルーン - パーカッション(on #3)
- ジョージ・デヴェンス - パーカッション(on #7)
- マーク・ルッソ - サックス・ソロ(on #1, #2)
- アンディ・スニッツァー - テナー・サックス(on #6)
- ケネス・ヒッチコック - バリトン・サックス(on #6)
- クリス・ボッティ - トランペット(on #6)
- ケント・スミス - トランペット(on #6)
- マイク・デイヴィス - トロンボーン(on #6)
- リズ・ジャクソン - バッキング・ボーカル(on #1)
- スカイラー・ジェット - バッキング・ボーカル(on #1, #5)
- サイーダ・ギャレット - バッキング・ボーカル(on #2)
- キティ・ベートーヴェン - バッキング・ボーカル(on #2, #4, #5)
- メリッサ・カリー - バッキング・ボーカル(on #4, #5)
- クレイトーヴェン・リチャードソン - バッキング・ボーカル(on #5)
- ブレンダ・コルベット - バッキング・ボーカル(on #6)
- マーガレット・ブランチ - バッキング・ボーカル(on #6)
- エディ・レーマン - バッキング・ボーカル(on #7)
- マーティー・マッコール - バッキング・ボーカル(on #7)
- マーナ・マシューズ - バッキング・ボーカル(on #7)